# Davallia fejeensis
Davallia fejeensis là một loài dương xỉ trong họ Davalliaceae. Loài này được Hook. mô tả khoa học đầu tiên năm 1846.
Danh pháp khoa học của loài này chưa được làm sáng tỏ. 

## Hình ảnh

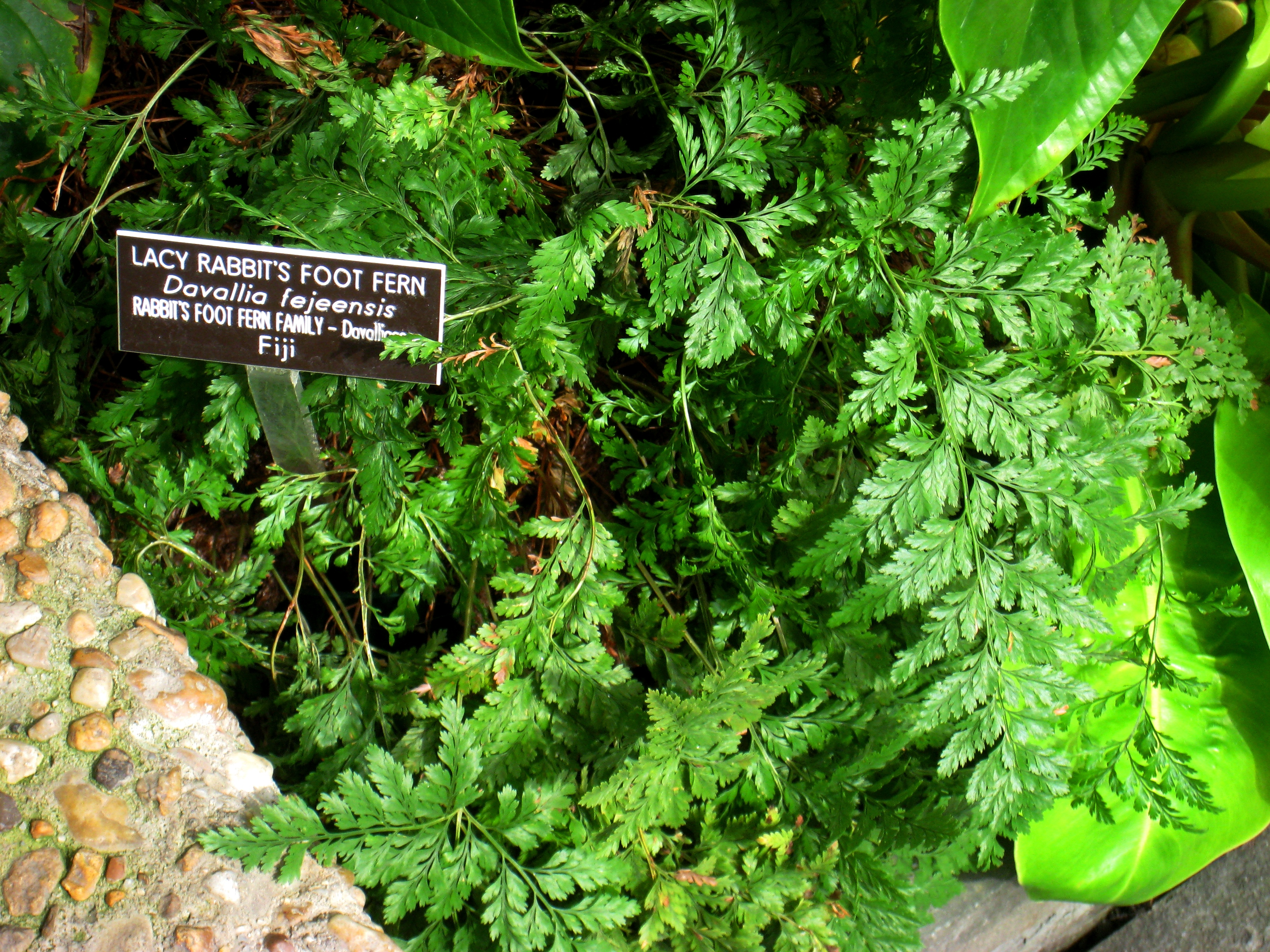
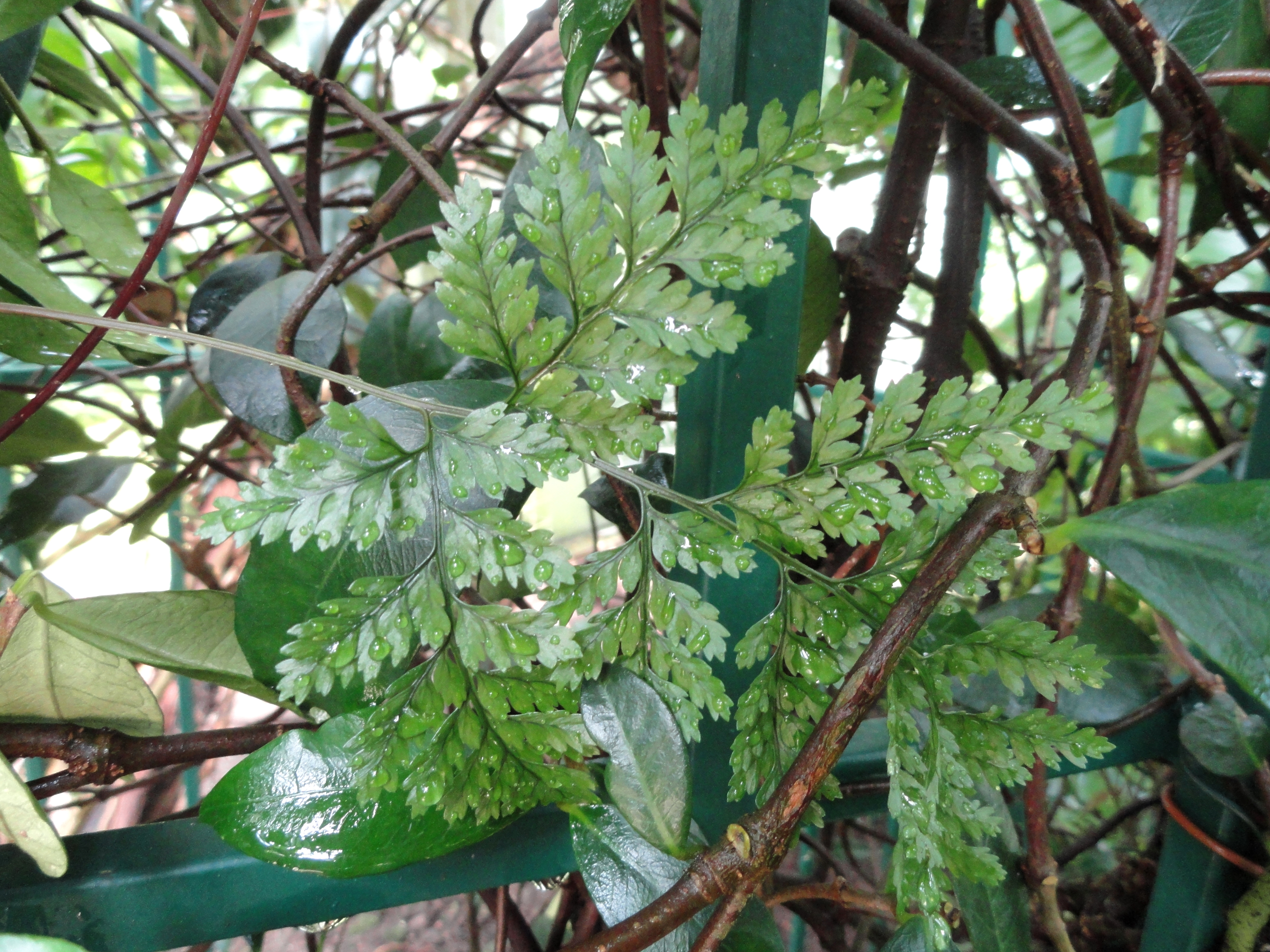